# Jana Beller

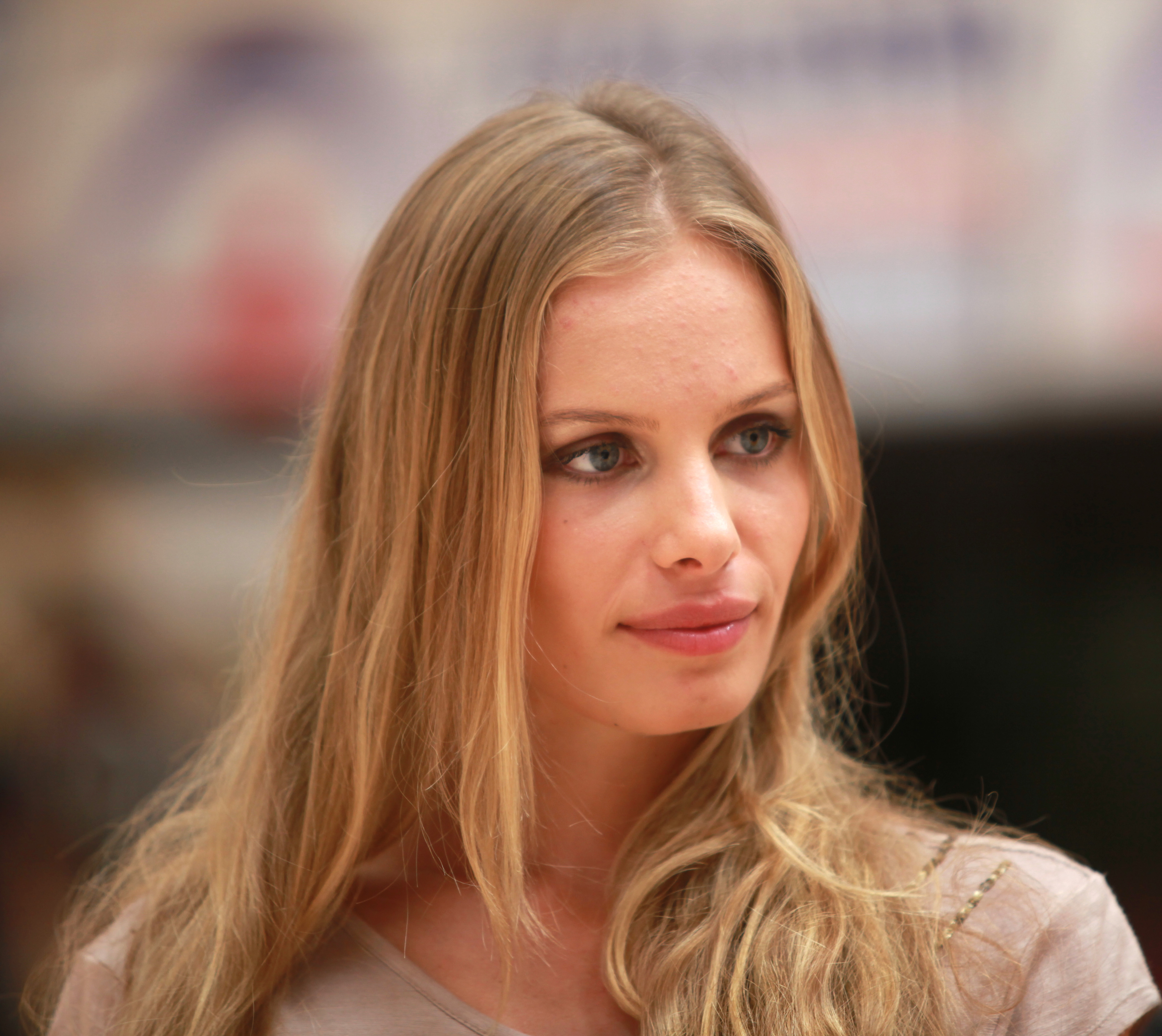
Jana Beller (2011)

Jana Beller (* 27. Oktober 1990 in Omsk, Sowjetunion) ist ein deutsches Model und Unternehmerin. Sie gewann 2011 die sechste Staffel der Castingshow Germany’s Next Topmodel.

## Leben
Jana Beller stammt aus einer russlanddeutschen Familie. Mit sieben Jahren siedelte sie mit ihren Eltern und den beiden älteren Schwestern aus einem Dorf bei Omsk nach Deutschland aus. Nach dem Besuch der Alexander-Lebenstein-Realschule in Haltern am See bis 2008 wechselte sie auf das dortige Hans-Böckler-Berufskolleg. Parallel arbeitete sie mehrere Jahre in einem Modegeschäft. Während der Teilnahme an Germany's Next Topmodel lebte sie im Halterner Ortsteil Lippramsdorf. Im November 2014 eröffnete sie mit ihrem Lebensgefährten als Franchise-Nehmerin von BackWerk ihre erste Backshop-Filiale im Münchener Hauptbahnhof. Ihre vierte Filiale eröffnete sie im März 2016 in Bochum. 2019 wurde Beller Mutter eines Sohnes.

### Modelkarriere
Im Juli 2009 war die damals 18-jährige Beller in einer Folge der Dokumentationsreihe 30 Minuten Deutschland (Mädchenträume – Morgens Mathe, mittags Model; RTL) zu sehen, die ein offenes Modelcasting einer Berliner Agentur begleitete.
2011 nahm die 1,76 m große Beller an der sechsten Staffel von Germany’s Next Topmodel teil, für die sich 13.374 Kandidatinnen beworben hatten. Beller, die eigenen Angaben zufolge über keinerlei Modelerfahrung verfügte, gehörte zu den 50 vorausgewählten Bewerberinnen, deren Zahl sich in den folgenden 15 Sendungen auf drei Finalteilnehmerinnen verringerte. Die wöchentlich vom Privatsender ProSieben ausgestrahlte Fernsehshow führte die Teilnehmerinnen unter anderem nach London, Los Angeles, Las Vegas, Brasilien und auf die Bahamas. Beller sicherte sich in dieser Zeit Werbeverträge mit Emmi AG, der Mineralwassermarke Evian und Gillette.
Im Finale, das am 9. Juni 2011 in der Kölner Lanxess Arena als Liveshow vor circa 15.000 Besuchern stattfand, kürte die Jury um Moderatorin Heidi Klum, Creative-Director Thomas Hayo und Modedesigner Thomas Rath die favorisierte Beller zur Siegerin der Castingshow. Damit setzte sich die 20-Jährige gegen Rebecca Mir und Amelie Klever durch, die die Plätze zwei und drei belegten. Beller war wie die vorangegangenen Gewinnerinnen auf dem Cover des deutschsprachigen Lifestyle-Magazins Cosmopolitan (August-Ausgabe) zu sehen. Außerdem erhielt sie ein Preisgeld von 100.000 Euro und die Zusage für Werbekampagnen im Wert von 300.000 Euro.
Im Juli 2011 sagte sie mehrere Termine zur Berliner Fashion Week ab. Danach wechselte sie von der zu Heidi Klums Vater Günther gehörenden Agentur ONEeins in Odenthal zu Louisa Models nach München. Ab 2012 wurde sie von View Management in Barcelona und von Elite Model Management in London repräsentiert.
Beller war das Gesicht des Make-up-Unternehmens Misslyn und erschien in der griechischen Cosmopolitan und in InStyle. Im August 2012 stand sie für Hugo Boss vor der Kamera. Außerdem arbeitete sie für die Modelinie Esprit.